# 新潟県道428号西野谷新田新井線
新潟県道428号西野谷新田新井線(にいがたけんどう428ごう にしのやしんでんあらいせん)は、新潟県妙高市内を通る一般県道である。

## 概要

### 路線データ
- 起点:新潟県妙高市西野谷新田
- 終点:新潟県妙高市五日市

### 通過する自治体
- 新潟県妙高市

## 接続する道路
- 新潟県道261号西野谷二本木停車場線（起点:妙高市西野谷新田)
- 国道18号〈上新バイパス〉（道の駅あらい交差点)
- 新潟県道63号上越新井線（終点:妙高市五日市)

## 周辺
- 道の駅あらい（新井ハイウェイオアシス)
- 上信越自動車道新井PA
- JAえちご上越長森低温倉庫
- 斐太南保育園
- 斐太南小学校